# Димитър Гетов
Димитър Гетов е български музикант, композитор и аранжьор.
Роден е на 28 ноември 1948 в Плевен. Завършва задочно Българската държавна консерватория в класа по флейта на проф. Йордан Киндалов през 1977. Диригент е на естраден оркестър „Плевен“ от 1972 до 1976. 
Аранжира песента, изпълнена от Маргарита Хранова „Дори и насън“ по текст на Иван Тенев, с композитор проф. Мария Ганева, която печели наградата „Златният Орфей“ през 1986 г.
Сътрудничи на БНР като студиен музикант и аранжьор на песни. Помага на начинаещи изпълнители. Главен художествен ръководител от 2003 до 2009 на Ансамбъла на Българската армия.
Автор на музиката към премиерния за 2019 г. филм на Лъчезар Петров „Съновидеца“.
Работил е в увеселителни програми на скандинавски и средиземноморски плавателни съдове.
Работи и с националния отбор по художествена гимнастика.